# Fernando Moraga Acevedo
Agustín Fernando Moraga Acevedo (Talca, 30 de mayo de 1933-La Serena, 6 de octubre de 2010) fue un profesor, cronista, periodista, dramaturgo, artista plástico e investigador histórico.
Considerado uno de los mayores cronistas de la región de Coquimbo, continuador del legado de Manuel Concha en el siglo XX e inicios del XXI.

## Familia
Sus padres fueron Aurelio Moraga Arenas y Prosperina Acevedo Ponce. A mediados del siglo XX su familia se radica en La Serena, al ser el padre asignado a trabajos del servicio de obras sanitarias durante el Plan Serena. En esta ciudad desarrollan múltiples labores sociales que lograron arraigarlos en la zona. Su padre fue miembro destacado del cuerpo de bomberos, luego director y miembro de la superintendencia. Su madre, voluntaria de la Cruz Roja, identidad que la distinguió de modo póstumo con el diploma nacional.  
Se casó con Nidia González Chelme, profesora, con quien tuvo 3 hijos.

## Educación
Desde pequeño siempre mostró cierto talento innato en la adquisición de los saberes. Su enseñanza básica la realizó en el colegio Alemán del Verbo Divino de la ciudad de Osorno y la secundaria en el Liceo de Hombres de la misma ciudad. Finalizada su enseñanza media su familia se traslada a La Serena. Fernando, siendo aún estudiante, colaboró en la organización del Centro para el Progreso de esta ciudad y el trabajo que en dicha entidad cumplía el entonces presidente Gabriel González Videla, conociendo de cerca la proyección del Plan Serena, de lo cual dejó registro en sus posteriores investigaciones históricas.
En 1956 egresa de la Escuela Normal de Copiapó como profesor con distinción en práctica docente y ciencias de la educación. Luego se traslada a Santiago para realizar estudios de especialización. En 1958 estudia en la escuela de Teatro de la Universidad de Chile, Técnica del drama, expresión corporal y dirección teatral. Varias décadas después obtendría un diplomado en Marketing y publicidad, con énfasis en imagen corporativa, en la Universidad Católica de Chile. 

## Carrera laboral
Comenzó su carrera docente en Copiapó al mismo tiempo que finalizaba sus estudios haciendo clases en el liceo de niñas de Copiapó y realizando a la vez de modo gratuito la cátedra de Historia en el liceo nocturno de la misma ciudad. En 1959 es contratado por el programa UNICEF-OMS, para trabajar en la organización, en las regiones III y IV, de la educación sanitaria y de la producción de los materiales audiovisuales, para el apoyo en campañas materno infantil y saneamiento.
Colaboró junto a Jorge Peña Hen en la organización de la rama de teatro de la sociedad Bach de La Serena, donde dirigió la puesta en escena de los retablos de Navidad de los años 1956, 1957, 1958 , 1961 y siguientes . Fue secretario de la sociedad J. S. Bach entre 1958 y 1961.
En 1962, fue incorporado a la planta docente del colegio universitario de La Serena, atendiendo audiovisuales y la codirección de la rama de teatro del plantel, que dirigió hasta 1967, año en que se sumó como encargado de artes escénicas en el proyecto de la escuela de música y arte escénico de la Universidad de Chile, sede La Serena. En 1973 fue designado jefe del servicio de extensión de la Universidad de Chile, sede La Serena, labor que mantuvo hasta 1975.
A partir de ese año concentró su labor en el periodismo y en la investigación histórica regional, en especial de La Serena. Fue así como alternó diversos cargos en medios periodísticos de Copiapó y La Serena como el diario El Amigo del País, Radio Minería de Copiapó y La Serena, diario El Día, Radio Occidente, Diario Atacama de Copiapó, Canal 8 UCV y Telenorte. Allí desempeñó labores como reportero, jefe de Prensa, Director de Radio, Editor de Suplementos Especiales, Periodista de Televisión, Asesor de proyectos en diarios provinciales emergentes y Articulista. Llegaría a ser subdirector del diario El Día de La Serena.   
A fines de los 90 e inicios del 2000 entre sus aportes al Marketing de la ciudad figura la creación del personaje “El Serenito” y la campaña nacional “Cambiese a La Serena”, empleada por Pisco Control y la empresa inmobiliaria, para atraer familias del norte como residentes en esta ciudad.

## Investigador histórico
Desde el año 1975 se concentró nuevamente en la investigación histórica, enfocado en la Región de Coquimbo, donde era común verlo por las calles de La Serena con su libreta en la mano, anotando todo aquello que le pudiese servir para sus escritos. Trabajando varios años con sus propios recursos en la Biblioteca Nacional de Santiago, Lima, Buenos Aires, Montevideo y San Juan, aparte de la correspondencia e investigación en el Archivo de Indias de España y otros países de Europa. Historiográficamente, es de destacar las más de 700 crónicas que llegó a publicar sobre la historia y patrimonio de la zona, bajo el título de “La Serena Cotidiana”. Dicho trabajo se publicó ininterrumpidamente convirtiéndolo hoy en uno de los mayores acervos documentales de la Región. 
Entre sus obras más destacadas están:
- “Charles San Lambert. Modelo de los grandes empresarios chilenos del siglo XIX”, en Canut de Bon Urrutia, Claudio (ed.): La Escuela de Minas de La Serena. Derrotero de sus orígenes, La Serena, Universidad de La Serena, 1987, (pról. Jorge Oyarzún Muñoz), 131 pp., pp. 1-18.

- Revolución Constituyente, Tributo a Pedro Pablo Muñoz Godoy.(entre otros autores). Año 2010.

- Juan Bohón. Fundador de La Serena, obra póstuma editada por Salc. 2012.

- Serie de investigaciones sobre la Historia de La Serena, siglo XIX, diarios y personajes (400) publicados en "El Día" entre 1974 y 1995.

- Serie de artículos sobre tradiciones y leyendas de la Región, pedidos por la sociedad Pisqueras de Chile (96 artículos)

- La Serena y su tiempo. 1984. Cronología de los hechos más importantes de La Serena desde su fundación al tiempo actual.

- Gente de La Serena. 256 biografías de serenenses en 450 años. obra póstuma.

- Serie Patrimonio de Vicuña. Compacto de una línea de tiempo desde los orígenes de la ciudad y construcción de la cronología.

- Guayacán. Evolución histórica de sus instalaciones mineras, desarrollo del pueblo y proyecciones hasta el siglo XX. 1850-1950. 2003

- Proyecto Histórico Puerto y Ciudad de Coquimbo. Ilustre Municipalidad de Coquimbo.

- La Pampilla, orígenes y tradiciones.

- La Herradura, antecedentes en tiempo y espacio. junio  2003.

- Ovalle, su historia y sus poblados, Ilustre Municipalidad de Ovalle 1998.

- Municipios de la Región de Coquimbo: Orígenes del cabildo como institución e historia de cada una de las instalaciones municipales de la región.

- Pampilla de Coquimbo. Origen y evolución histórica de las pampillas del Norte Chico. publicación encargada por la I. Municipalidad de Coquimbo.

- Serie de artículos y temas sobre sitios de la zona: publicaciones en especial de "El Mercurio" de Valparaíso para ser parte del diario "La Estrella" de Valparaíso y diarios de Cuyo, San Juan y de Mendoza. Años 1988 - 1989.

- Defensa de la raíz de origen del pisco en Chile. El Mercurio, mayo de 2003.

Junto a estos trabajos, se deben sumar al menos unos 1000 artículos y columnas sobre historia y patrimonio del Norte Chico, la mayoría escritos para el Diario El Día de La Serena.

## Obras de teatro

### Teatro masivo
- Los alegres viajes de un suplementero, 1961
- Cinco notas de Ilusión, 1968
- Por una caja de fósforos

### Obras de teatro estrenadas
- La vacante, monólogo estrenado en Suiza por Jorge Gajardo, presentada en Santiago y Temuco en festivales de teatro universitario.
- Tres en un banco y Cuatro para el amor, obras estrenadas por el Teatro de la Universidad de Chile, sede La Serena.
- Suspicacias de un magistrado, adaptación de un cuento de Antón Chéjov. Teatro Sociedad. A. Berndt.
- El príncipe feliz y El gigante egoísta, adaptaciones para el Teatro de la Universidad de Chile de Antofagasta.